# أميل روستروب
أميل روستروب (1831-1907) (بالإنجليزية: Frederik Georg Emil Rostrup)‏ هو عالم نبات دانماركي.